# 椰月美智子
椰月美智子（1970年—），日本女性小說家。出生和居住於神奈川縣小田原市。

## 人物簡介
短大畢業之後在一般公司上班（家裡從事長期照護相關的工作）。
2002年以《十二歲》獲得第42屆講談社兒童文學新人奬成為她的出道作。之後另一部小說《安靜的每一天》雙雙獲得第45屆野間兒童文藝獎和第23屆坪田讓治文學獎。
2020年，獲得第69屆小學館兒童出版文化獎。
已婚。育有二子。

## 著書
※部分書名日文直譯。
- 十二歳（講談社，2002年4月／講談社文庫，2007年12月／講談社青鳥文庫（日语：青い鳥文庫），2014年4月）
- 未來的兒子（雙葉社，2005年4月／双葉文庫，2008年2月）
- 安靜的每一天（講談社，2006年10月／講談社文庫，2010年6月／講談社青鳥文庫，2014年6月）
- （幻冬舎，2008年5月／幻冬舎文庫，2011年6月）
- （講談社，2008年10月／講談社文庫，2012年6月）
- （講談社，2008年10月／講談社文庫，2012年6月）
- （雙葉社，2009年4月／雙葉文庫，2012年10月）
- （筑摩書房，2009年9月／講談社文庫，2013年7月）
- （講談社，2009年11月）
  - 【改題】（講談社文庫，2013年4月）
- （角川書店，2010年5月／角川文庫，2013年1月）
- （光文社、2010年7月／光文社文庫，2012年11月）
- 市立第二中學2年C組 10月19日星期一（講談社，2010年8月／講談社文庫，2013年10月）
- 戀愛小說（講談社，2010年11月／講談社文庫，2014年9月）
- （祥傳社，2011年3月／祥傳社文庫，2014年9月）
- Don't Mind！《！》（幻冬舎文庫，2012年4月／幻冬舎文庫，2012年4月)
- （實業之日本社（日语：実業之日本社），2012年8月／實業之日本社文庫，2014年10月）
- （講談社，2012年11月）
  - 【改題】（講談社文庫，2016年4月）
- （幻冬舎，2013年8月／幻冬舎文庫，2016年6月）
- （Media Factory 幽BOOKS（日语：幽ブックス），2014年3月／角川文庫，2017年5月）
- 未來的信（BOOK WITH YOU）《（BOOK WITH YOU）》（光文社，2014年4月／光文社文庫，2016年11月）
- （文藝春秋，2014年11月／文春文庫，2017年12月）
- （2015年4月）
- 14歲的水平線（14歳の水平線）（雙葉社，2015年7月／雙葉文庫，2018年5月）
- （2015年12月）
- 明日的餐桌（明日の食卓）（KADOKAWA，2016年8月／角川文庫，2019年2月）－2021年5月上映同名真人電影[4][5]。
- （PHP研究所，2017年10月）
- （KADOKAWA，2018年4月）
- （KADOKAWA，2018年6月）
- （光文社，2018年9月）
- （小學館，2020年5月）

## 外部連結
- 椰月美智子的X（前Twitter） （日語）
- （日語）